# Sertularia borneensis
Sertularia borneensis is een hydroïdpoliep uit de familie Sertulariidae. De poliep komt uit het geslacht Sertularia. Sertularia borneensis werd in 1925 voor het eerst wetenschappelijk beschreven door Billard. 